# Сингх, Тарсем
Тарсем Дхандвар Сингх (англ. Tarsem Dhandwar Singh; род. 26 мая 1961, Джаландхар, Пенджаб, Индия), также известный как Та́рсем (англ. Tarsem) — кинорежиссёр, известность которому принесли музыкальные видеоклипы и рекламные ролики. Коммерческий директор компании «Radical Media».
С 2000 года выступает также как кинорежиссёр; его фильмы «Клетка» (2000) и «Запределье» (2006) отличаются изысканным видеорядом и балансированием на грани сна и реальности.

## Биография
Детство провёл в Иране, где работал его отец, а затем в Гималаях, куда отец направил его учиться. Учился в школе Бишопа Коттона в Шимле, затем в Делийском университете. В 24 года переехал в США, о чём сам режиссёр вспоминал так:
В Индии я увидел книгу под названием «Путеводитель по киношколам Америки» и просто обалдел от неё. Она изменила мою жизнь, потому что до этого я думал, что идти в колледж нужно для того, чтобы изучать что-то, что любит твой отец, а ты сам ненавидишь. Я сказал отцу, что хочу изучать кино, а он ответил, что никогда не допустит, чтобы я занимался этим. Но я поехал в Лос-Анджелес и снял фильм, благодаря которому получил стипендию в колледже искусств. Отец думал, что я собираюсь в Гарвард. Когда я позвонил ему и сказал, что буду изучать кино, он ответил: «Ты для меня больше не существуешь».
Окончил художественный колледж в калифорнийском городе Пасадина. Карьеру режиссёра начал в 1990-е годы как клипмейкер. Среди наиболее известных его видеоклипов — Hold On (En Vogue), Sweet Lullaby (Deep Forest) и другие. Наиболее успешным стало видео на песню Losing My Religion группы R.E.M., которое выиграло в шести номинациях на MTV Video Music Awards в 1991 году. На стилистику этого клипа, по признанию режиссёра, во многом повлияли образы картин Караваджо и фильмов Тарковского.
Затем Сингх обратился к рекламе. Всего на его счету десятки рекламных роликов для таких известных брендов, как Nike, Coca-Cola, Pepsi, Motorola, Levi's и другие.
Дебютом в качестве кинорежиссёра стала полнометражная картина «Клетка» 2000 года с Дженнифер Лопес в главной роли; в этом фильме, повествующем о путешествии женщины-психолога по подсознанию серийного убийцы, была отчасти использована стилистика видеоклипа Losing My Religion.
В течение нескольких лет Сингх снимал свой второй фильм «Запределье», впервые показанный на фестивале в Торонто в сентябре 2006 года; только в 2008 году он был выпущен на DVD и прошёл в ограниченном прокате в нескольких странах. Здесь он выступил также в роли сценариста и продюсера для того, чтобы полностью воплотить своё видение фильма (работу над которым он начал ещё 17 лет назад). При этом в основу сюжета был положен сценарий Валери Петрова для болгарского фильма «Йо-хо-хо» (1981) режиссёра Зако Хеския. «Запределье» снималось в 24 странах.
Был одним из кандидатов в режиссёры фильма «Константин: Повелитель тьмы» (2005). Выступил в роли режиссёра второй группы на съёмках сцен в Индии и Камбодже для фильма «Загадочная история Бенджамина Баттона» (2008).
Третьим полнометражным фильмом Сингха стал «Война богов: Бессмертные» по древнегреческим мифам, посвящённым подвигам Тесея; где Сингх обратился к модным 3D-технологиям. Премьера фильма состоялась в ноябре 2011 года.
Живёт в Лондоне и Лос-Анджелесе.

## Фильмография

### Полнометражные фильмы и телесериалы
- 2000 — Клетка / The Cell
- 2006 — Запределье / The Fall
- 2011 — Война богов: Бессмертные / Immortals
- 2012 — Белоснежка: Месть гномов / Mirror Mirror
- 2015 — Вне/себя / Self/less
- 2017 — Изумрудный город (телесериал) / Emerald City
- 2023 — Дорогая Джасси / Dear Jassi

### Видеоклипы
- 1990 — En Vogue Hold On
- 1990 — Suzanne Vega Tired of Sleeping
- 1991 — Dream Warriors My Definition of a Boombastic Jazz Style
- 1991 — R.E.M. Losing My Religion
- 1992 — Vanessa Paradis Be my baby
- 1993 — Deep Forest Sweet Lullaby
- 2020 — Lady Gaga 911

## Награды
- 1991 — MTV Video Music Awards — за видеоклип Losing My Religion (шесть наград)
- 2007 — Берлинский кинофестиваль, специальное упоминание («Хрустальный Медведь») — за «Запределье»
- 2007 — Международный кинофестиваль в Каталонии (г. Ситжес), лучший фильм —за «Запределье»